# نقشه جهان بطلمیوس

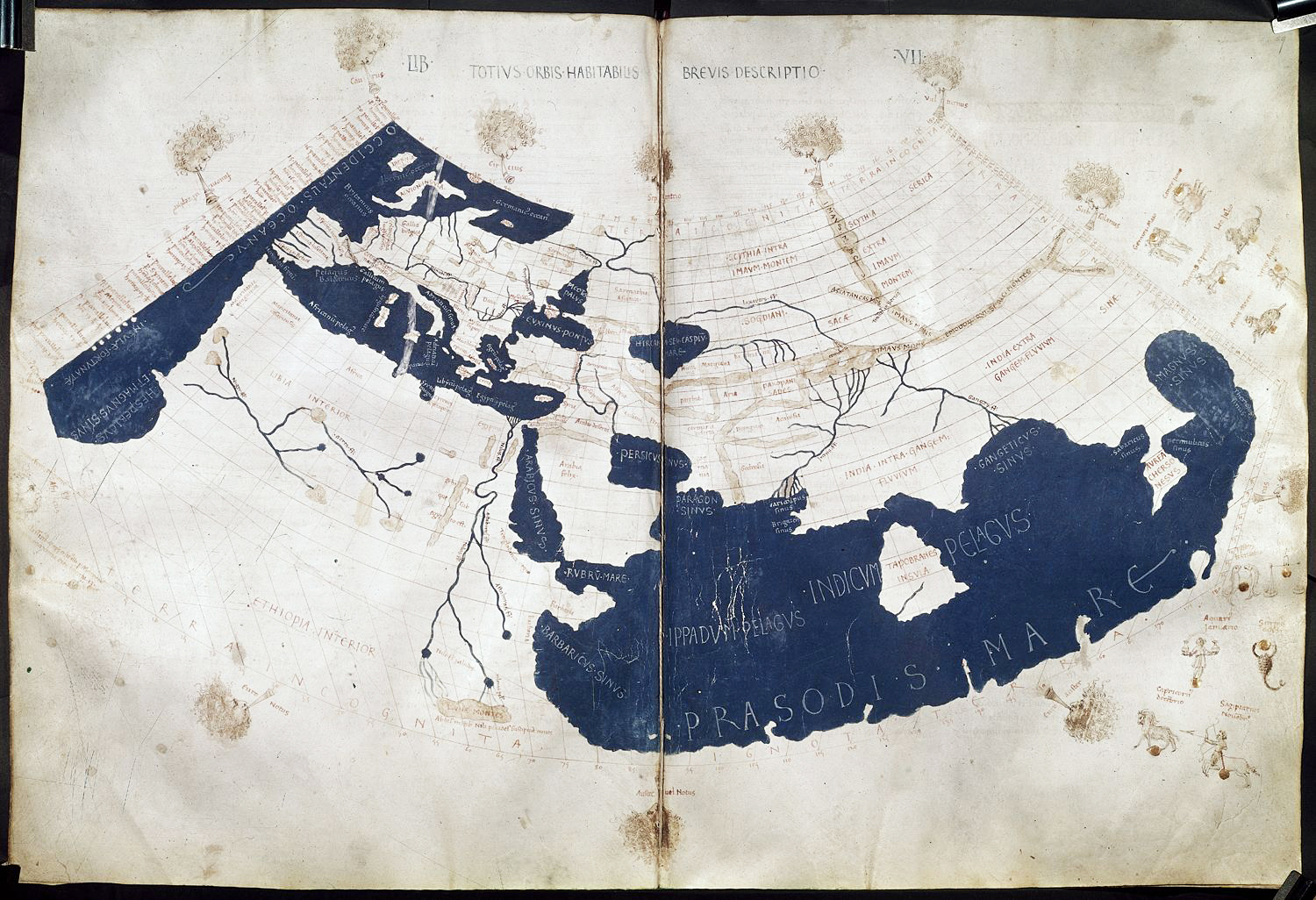
نقشه جهان بازنگاری در قرن ۱۵ با اقتباس از نقشه منسوب به بطلمیوس در این نقشه شرقی‌ترین قسمت (Sinae)چین و به سمت غرب (Aurea Chersonesus)شبه جزیرهمالایا و (Taprobane)سری لانکا با اندازه‌ای بزرگتر از واقع

نقشه جهان بطلمیوس (به انگلیسی: Ptolemy's world map) نقشه‌ای از جهان شناخته شده تا آن زمان برای جامعه مسیحیت در قرن ۲ (پس از زادروز مسیح) است. این نقشه بر اساس دست نوشته‌های که بطلمیوس در کتاب جغرافیای خود نوشته شده بود نگاشته گشت.این کتاب در قرن ۹(پ-م)از یونانی به عربی ترجمه شد و بر روی پژوهش‌های خوارزمی تأثیرگذار بود.